# Чужья

Чужья — река в России, протекает в Юрлинском районе Пермского края. Устье реки находится в 182 км по правому берегу реки Коса. Длина реки составляет 10 км.
Исток реки западнее деревни Чужья в 12 км к северо-западу от села Юрла. Генеральное направление течения — север, протекает деревни Чужья и Лоинская (Юрлинское сельское поселение). Приток — Блудиха (левый). Впадает в Косу в 18 км к северу от Юрлы.

## Данные водного реестра
По данным государственного водного реестра России относится к Камскому бассейновому округу, водохозяйственный участок реки — Кама от истока до водомерного поста у села Бондюг, речной подбассейн реки — бассейны притоков Камы до впадения Белой. Речной бассейн реки — Кама.
По данным геоинформационной системы водохозяйственного районирования территории РФ, подготовленной Федеральным агентством водных ресурсов:
- Код водного объекта в государственном водном реестре — 10010100112111100002508
- Код по гидрологической изученности (ГИ) — 111100250
- Код бассейна — 10.01.01.001
- Номер тома по ГИ — 11
- Выпуск по ГИ — 1